# Frauenkloster Chełmno

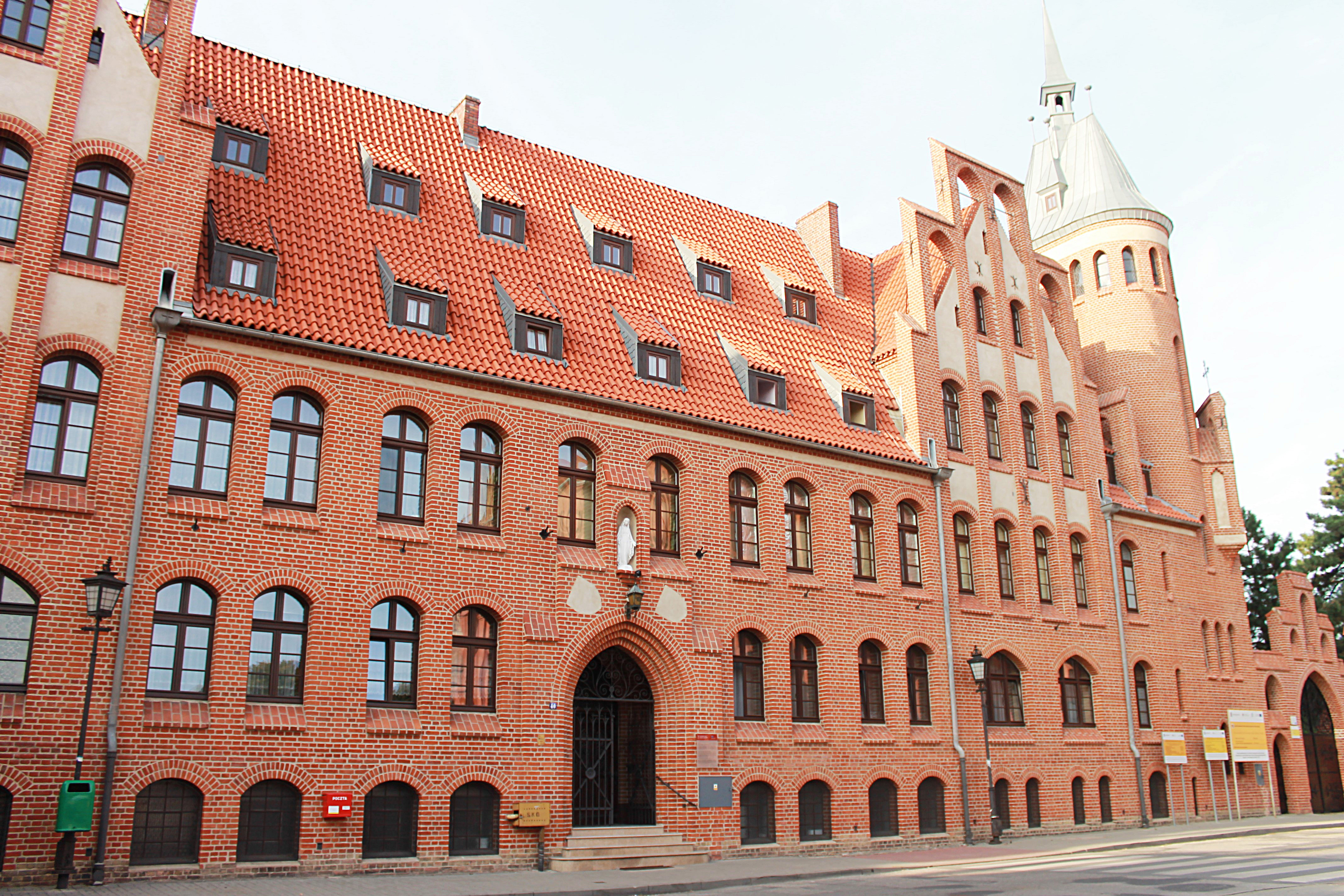
Frauenkloster Chełmno

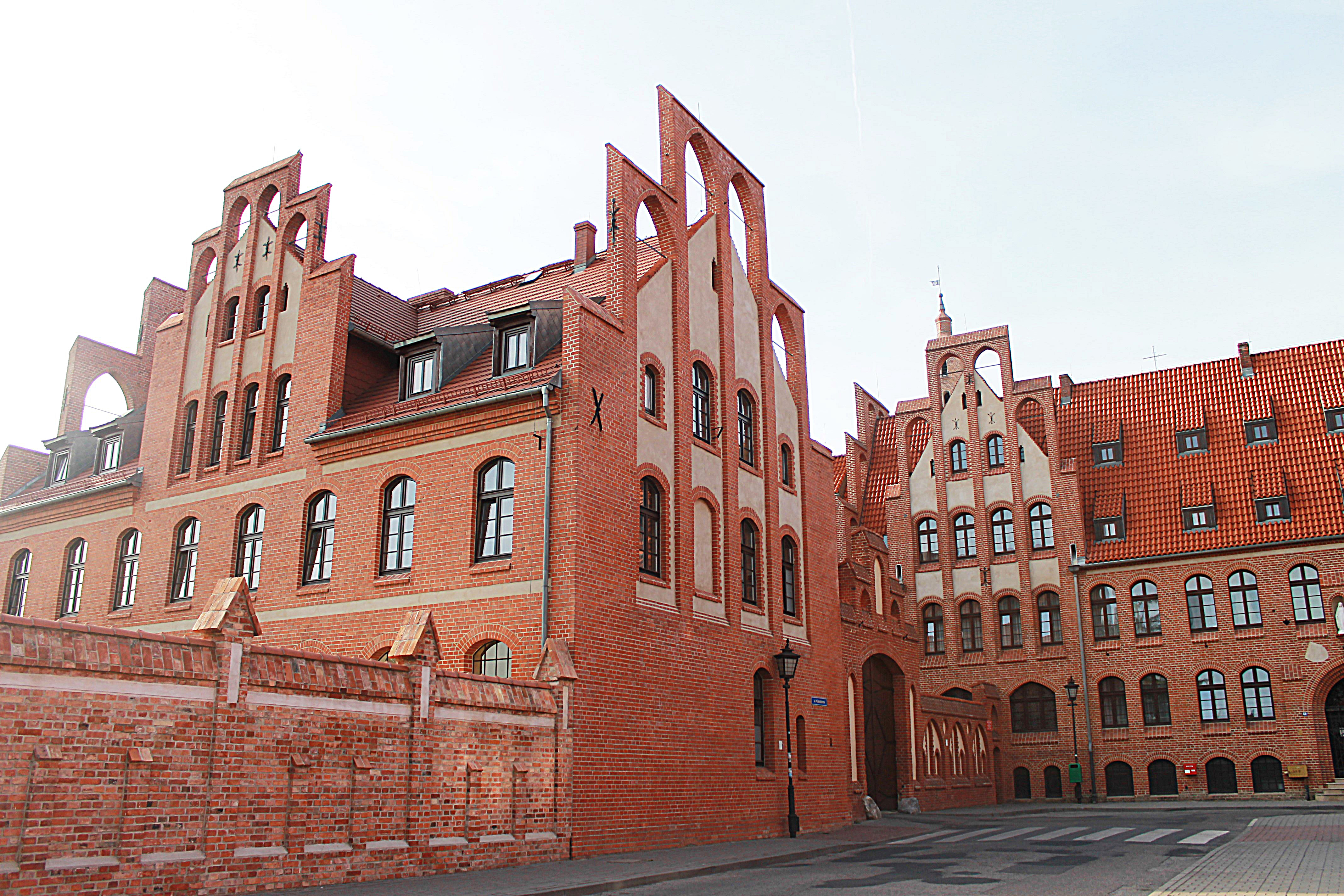
Frauenkloster Chełmno

Das Frauenkloster Chełmno (auch: Kloster Kulm) war von 1266 bis 1821 ein Kloster zuerst der Zisterzienserinnen, ab dem 15. Jahrhundert der Benediktinerinnen, in Chełmno, Bistum Pelplin, in Polen.

## Geschichte
Friedrich von Hausen, Bischof von Kulm, und der Landesmeister des Deutschen Ordens in Preußen, Ludwig von Baldersheim, gründeten 1266 das von privater Hand gestiftete Zisterzienserinnenkloster Kulm, das mit Nonnen aus Kloster Himmelspforten besiedelt wurde. Zwischen 1429 und 1483 ging es in die Hand der Benediktinerinnen über, deren bedeutendste Äbtissin Magdalena Mortęska (1554–1631) war. Das Benediktinerinnenkloster bestand bis 1821. Später kam es zur Neubesiedelung durch Vinzentinerinnen, die heute noch am Ort sind. Die Klosterkirche Sankt Johannes der Täufer und Sankt Johannes der Evangelist gehört zur Backsteingotik.

### Handbuchliteratur
- Laurent Henri Cottineau: Répertoire topo-bibliographique des abbayes et prieurés. Bd. . Protat, Mâcon 1939–1970. Nachdruck: Brepols, Turnhout 1995. Spalte 1532 (Kulm).
- Bernard Peugniez: Le Guide Routier de l’Europe Cistercienne. Editions du Signe, Straßburg 2012, S. 1050.